# SN 2006dh
SN 2006dh – supernowa typu Ia odkryta 21 czerwca 2006 roku w galaktyce UGC 8670. W momencie odkrycia miała maksymalną jasność 18,40m.